# فرودگاه لابوآن
فرودگاه لابوآن (به انگلیسی: Labuan Airport) (به زبان بومی: Lapangan Terbang Labuan) یک فرودگاه همگانی و نظامی مسافربری با کد یاتا LBU است که یک باند فرود آسفالت دارد و طول باند آن ۲۳۰۰ متر است. این فرودگاه در شهر لابوآن کشور مالزی قرار دارد و در ارتفاع ۳۱ متری از سطح دریا واقع شده است.

## شرکت‌های هواپیمایی و مقصدهای پروازی
| شرکت‌های هواپیمایی                 | مقصدهای پروازی      |
| --------------------------------- | ------------------- |
| ایرآسیا                           | کوالالامپور         |
| مالزی ایرلاینز                    | کوالالامپور         |
| مالزی ایرلاینز اجرا توسط MASwings | کوتا کینابالو، میری |